# Yutai (socken i Kina)
Yutai (kinesiska: 玉太乡, 玉太) är en socken i Kina. Den ligger i provinsen Sichuan, i den sydvästra delen av landet, omkring 130 kilometer öster om provinshuvudstaden Chengdu. Antalet invånare är 13 164. Befolkningen består av 6 402 kvinnor och 6 762 män. Barn under 15 år utgör 12,0 %, vuxna 15-64 år 73 %, och äldre över 65 år 14,0 %.
Genomsnittlig årsnederbörd är 1 312 millimeter. Den regnigaste månaden är juli, med i genomsnitt 321 mm nederbörd, och den torraste är december, med 6 mm nederbörd.